# Hospitalitermes
Hospitalitermes (лат.) — род носатых термитов из семейства Termitidae (Nasutitermitinae). Около 30 видов. Леса Юго-Восточной Азии (большинство видов в Индонезии).

## Описание
Длина рабочих и солдат около 0,5 см. Солдаты имеют носовую трубку из которой при опасности выстреливают репеллентами на основе терпенов.
Это одни из немногих видов и родов термитов (Hospitalitermes, вместе с Lacessititermes и Longipeditermes), которые проводят фуражировку массовыми колоннами на открытом воздухе. У вида Hospitalitermes hospitalis ширина колонн 2—3 см (до 8 термитов в ряд), они уходят от гнезда в среднем на 29 м (максимально — до 65 м), посещая соседние деревья и собирая лишайники, мхи, грибы и другие микроэпифиты. В одну фуражировочную экспедицию могут быть вовлечены до 0,5 млн особей одного термитника. Также это одни из немногих видов термитов (Hospitalitermes, вместе с Grallatotermes и Constrictotermes), которые используют живые сосудистые растения (большинство термитов питаются мёртвыми растениями).

## Систематика
Около 30 видов. Род был впервые выделен в 1912 году Н. Холмгреном (N. Holmgren).
- Hospitalitermes ataramensis Prashad & Sen-Sarma, 1960
- Hospitalitermes bicolor (Haviland)
- Hospitalitermes birmanicus Snyder[5]
- Hospitalitermes blairi Roonwal & Sen-Sarma, 1956
- Hospitalitermes brevirostratus Prashad & Sen-Sarma, 1960
- Hospitalitermes butteli Holmgren
- Hospitalitermes damenglongensis He & Gao, 1984 — Китай[6]
- Hospitalitermes diurnus Kemner
- Hospitalitermes ferrugineus  (John)
- Hospitalitermes flaviventris (Wasmann)
- Hospitalitermes flavoantennaris Oshima
- Hospitalitermes grassii Ghidini
- Hospitalitermes hospitalis (Haviland)
- Hospitalitermes irianensis  Roonwal & Maiti, 1966
- Hospitalitermes javanicus Akhtar & Akbar, 1986[7]
- Hospitalitermes jepsoni Snyder[5]
- Hospitalitermes jinghongensis He & Gao, 1984 — Китай[6]
- Hospitalitermes kali Maiti & Chakraborty, 1994 — Индия[8]
- Hospitalitermes lividiceps (Holmgren)
- Hospitalitermes luzonensis Oshima
- Hospitalitermes krishnai Syaukani, Thompson & Yamane, 2011
- Hospitalitermes madrasi Snyder[5]
- Hospitalitermes majusculus He & Gao, 1984 — Китай[6]
- Hospitalitermes medioflavus (Holmgren)
- Hospitalitermes moluccanus Ahmad
- Hospitalitermes monoceros Koenig
- Hospitalitermes nemorosus Ghidini
- Hospitalitermes nicobarensis Maiti & Chakraborty, 1994 — Индия[8]
- Hospitalitermes papuanus Ahmad
- Hospitalitermes paraschmidti Akhtar & Akbar, 1986 — Малайзия[7]
- Hospitalitermes proflaviventris Akhtar & Akbar, 1986 — Малайзия[7]
- Hospitalitermes rufus Haviland
- Hospitalitermes schmidti Ahmad
- Hospitalitermes seikii Syaukani
- Hospitalitermes umbrinus (Haviland)